# 湖南省普通高中学业水平考试
湖南省普通高中学业水平考试是根据国家普通高中课程标准和教育考试规定，由湖南省教育厅组织实施的国家教育考试，主要衡量学生达到国家规定学习要求的程度，是保障教育教学质量的一项重要制度。学业水平考试成绩是学生毕业、升学的重要依据。

## 沿革
湖南省从2007年开始全面进入普通高中新课程实验。根据《教育部关于普通高中新课程省份深化高校招生考试制度改革的指导意见》（教学〔2008〕4号）的要求，湖南省从2009年开始在全省试行普通高中学业水平考试制度。其中省级统考科目时间统一为高二年级第二学期随高考结束后进行。由于在试行阶段，普通高中学业水平考试定位是面向全体普通高中在校学生的达标性考试。故这一期间的考试可视为仅设合格性考试。
随着湖南省于2018年开启动高考综合改革和普通高中教育教学改革，为推进相关工作，湖南省教育厅于2019年对普通高中学业水平考试进行修订以适应高中新课程。从2021年起，化学、生物学、历史、地理科目移至高一年级开考，但仍随高考结束后进行。

## 考试科目

### 合格性考试
语文、数学、外语（含英语、日语、俄语、德语、法语、西班牙语，下同）、物理、化学、生物学、历史、思想政治、地理、通用技术、信息技术、美术、音乐、体育与健康14门科目。其中语文、数学、外语、物理、化学、生物学、历史、思想政治、地理9门科目合格性考试采取笔试方式进行，实行全省统一考试；通用技术、信息技术、美术、音乐、体育与健康5门科目合格性考试以及外语口语与听力考试、物理、化学、生物学科目的实验操作测试，由省统一制定考试标准和考试说明，明确命题、组考、评卷等工作要求，市（州）组织实施。
合格性考试不另行组织补考。考试成绩不合格的学生，在校期间可以参加下一次合格性考试的相关科目考试。

### 选择性考试
物理、化学、生物学、历史、思想政治、地理6门科目。其中，物理和历史为首选科目，化学、生物学、思想政治、地理为再选科目。考生根据自身的兴趣特长以及拟报考高校招生专业有关选考科目要求，在上述两门首选科目中必选且只选1门、再选科目中任选2门参加考试。6门科目选择性考试采取笔试方式进行，实行全省统一考试。

## 考试内容

### 合格性考试
2007-2019年秋季入学的高一学生，其合格性考试内容为《普通高中课程方案（实验）和语文等十五个学科课程标准（实验）》规定的必修课程内容：
语文：必修1、必修2、必修3、必修4、必修5
数学：必修1、必修2、必修3、必修4、必修5
英语：必修1、必修2、必修3、必修4、必修5
物理：必考：必修1、必修2，选考：选修1-1、选修3-1二选一
化学：必考：必修1、必修2，选考：选修1（化学与生活）、选修4（化学反应原理）二选一
生物学：必修1（分子与细胞）、必修2（遗传与进化）、必修3（稳态与环境）
历史：必修1、必修2、必修3
思想政治：必修1（经济生活）、必修2（政治生活）、必修3（文化生活）、必修4（生活与哲学）
地理：必修1、必修2、必修3
2020年秋季入学的高一学生起，合格性考试内容为《普通高中课程方案和语文等学科课程标准（2017年版）》规定的必修课程内容。

### 选择性考试
2018年、2019年秋季入学的高一学生，其选择性考试内容为《普通高中课程方案（实验）和语文等十五个学科课程标准（实验）》规定的必修课程和部分选修课程内容：
物理：必考：必修1、必修2、选修3-1、选修3-2、选修3-5，选考：选修3-3、选修3-4二选一
化学：必考：必修1、必修2、选修4（化学反应原理），选考：选修3（物质结构与性质）、选修5（有机化学基础）二选一
生物学：必考：必修1（分子与细胞）、必修2（遗传与进化）、必修3（稳态与环境），选考：选修1（生物技术与实践）、选修3（现代生物科技专题）二选一
历史：必考：必修1、必修2、必修3，选考：选修1（历史上重大改革回眸）、选修3（20世纪的战争与和平）、选修4（中外历史人物评说）三选一
思想政治：必修1（经济生活）、必修2（政治生活）、必修3（文化生活）、必修4（生活与哲学），无选考
地理：必考：必修1、必修2、必修3、区域地理，选考：选修3（旅游地理）、选修6（环境保护）二选一
2020年秋季入学的高一学生起，选择性考试内容为《普通高中课程方案和语文等学科课程标准（2017年版）》规定的必修课程和选择性必修课程内容，不设置选考题。

## 试题结构

### 合格性考试[4]
语文：采用闭卷、笔试形式。考试时长为90分钟，卷面满分100分。试题分为选择题和非选择题两大类。选择题均为单项选择题，非选择题包括填空题、翻译题、简答题、表述题、写作题等。全卷包括:语言文字应用（5题18分）、古诗文阅读（6题26分）、现代文阅读（3题16分）、写作（1题40分）。
数学：采用闭卷、笔试形式。考试时长为90分钟，卷面满分100分。试题分为选择题、填空题、解答题三大类。选择题均为单项选择题，共18题，每题3分，共54分。填空题共4题，每题4分，共16分。解答题共3题，每题10分，共30分。
英语：采用闭卷、笔试形式。考试时长为90分钟，卷面满分100分。试卷包括阅读技能、知识运用、写作技能三个部分。阅读技能共15题，每题3分，共45分。知识运用包括完形填空和语法填空，其中完形填空共10题，每题1.5分，共15分，语法填空共10题，每题1分，共10分。写作技能包括双向翻译和情景作文，其中双向翻译共5题，每题2分，共10分，情景作文1题，20分。
物理：采用闭卷、笔试形式。考试时长为60分钟，卷面满分100分。试卷包括选择题和非选择题两部分。选择题均为单项选择题，共18题，每题3分，共54分。非选择题包括实验题和计算题。实验题共3题，每题4分，共12分。计算题共3题，共34分。
化学：采用闭卷、笔试形式。考试时长为60分钟，卷面满分100分。试题分为选择题、填空题、实验题三大类。选择题均为单项选择题，共18题，每题3分，共54分。填空题共5题，共36分。实验题1题，10分。
生物学：采用闭卷、笔试形式。考试时长为60分钟，卷面满分100分。试卷包括选择题和非选择题两部分。选择题均为单项选择题，共30题，每题2分，共60分。非选择题共4题，每题10分，共40分。
历史：采用闭卷、笔试形式。考试时长为60分钟，卷面满分100分。试题分为选择题、材料题、探究题三大类。选择题均为单项选择题，共25题，每题2分，共50分。材料题共2题，共35分。探究题1题，15分。
思想政治：采用闭卷、笔试形式。考试时长为60分钟，卷面满分100分。试卷包括选择题和非选择题两部分。选择题均为单项选择题，共20题,每题3分，共60分。非选择题共5题，共40分。
地理：采用闭卷、笔试形式。考试时长为60分钟，卷面满分100分。试卷包括选择题和非选择题两部分。选择题均为单项选择题，共25题，每题2分，共50分。非选择题共3题，共50分。

### 选择性考试
物理：采用闭卷、笔试形式。考试时长为75分钟，卷面满分100分。试题分为选择题和非选择题两大类。选择题共10~11题，共44~49分。其中单项选择题6~7题，每题4分；多项选择题4~5题，每题5分。非选择题共5题，共51~56分。
历史：采用闭卷、笔试形式。考试时长为75分钟，卷面满分100分。试题分为选择题和非选择题两大类。选择题均为单项选择题，共15~16题，每题3分，共45~48分。非选择题共3~4题，共52~55分。
化学：采用闭卷、笔试形式。考试时长为75分钟，卷面满分100分。试题分为选择题和非选择题两大类。选择题均为单项选择题，共14题，每题3分，共42分。非选择题共4题，共58分。
地理：采用闭卷、笔试形式。考试时长为75分钟，卷面满分100分。试题分为选择题和非选择题两大类。选择题均为单项选择题，共16题，每题3分，共48分。非选择题共3~5题，共52分。
思想政治：采用闭卷、笔试形式。考试时长为75分钟，卷面满分100分。试题分为选择题和非选择题两大类。选择题均为单项选择题，共15～16题，每题3分，共45~48分。非选择题共4~5题，共52~55分。
生物学：采用闭卷、笔试形式。考试时长为75分钟，卷面满分100分。试题分为选择题和非选择题两大类。选择题共16题，共40分。其中单项选择题12题，每题2分；不定项选择题4题，每题4分。非选择题共5题，共60分。

## 考试进程

### 合格性考试
- 2009-2015年

| 科目    | 上午                                | 下午             |
| ------- | ----------------------------------- | ---------------- |
| 6月10日 | 8:00—9:30 思想政治 10:20—11:50 化学 | 15:00—17:00 语文 |
| 6月11日 | 8:00—9:30 历史 10:20—11:50 生物学   | 15:00—17:00 数学 |
| 6月12日 | 8:00—9:30 地理 10:20—11:50 物理     | 15:00—17:00 外语 |

- 2016年

| 科目    | 上午                                | 下午             |
| ------- | ----------------------------------- | ---------------- |
| 6月11日 | 8:00—9:30 思想政治 10:20—11:50 化学 | 15:00—17:00 语文 |
| 6月12日 | 8:00—9:30 历史 10:20—11:50 生物学   | 15:00—17:00 数学 |
| 6月13日 | 8:00—9:30 地理 10:20—11:50 物理     | 15:00—17:00 外语 |

- 2017-2019年

| 科目    | 上午                                | 下午             |
| ------- | ----------------------------------- | ---------------- |
| 6月11日 | 8:00—9:30 思想政治 10:30—12:00 化学 | 15:00—17:00 语文 |
| 6月12日 | 8:00—9:30 历史 10:30—12:00 生物学   | 15:00—17:00 数学 |
| 6月13日 | 8:00—9:30 地理 10:30—12:00 物理     | 15:00—17:00 外语 |

- 2020年

| 科目    | 上午                                | 下午             |
| ------- | ----------------------------------- | ---------------- |
| 7月11日 | 8:30—9:30 思想政治 10:40—11:40 化学 | 15:00—16:30 语文 |
| 7月12日 | 8:30—9:30 历史 10:40—11:40 生物学   | 15:00—16:30 数学 |
| 7月13日 | 8:30—9:30 地理 10:40—11:40 物理     | 15:00—16:30 外语 |

- 2021年

| 科目    | 上午                                                  | 下午                                                    |
| ------- | ----------------------------------------------------- | ------------------------------------------------------- |
| 6月12日 | 8:30—9:30 思想政治 10:40—11:40 化学（2019级）         | 15:00—16:30 语文                                        |
| 6月13日 | 8:30—9:30 历史（2019级） 10:40—11:40 生物学（2019级） | 15:00—16:30 数学                                        |
| 6月14日 | 8:30—9:30 地理（2019级） 10:40—11:40 物理             | 15:00—16:30 外语                                        |
| 6月15日 | 8:30—9:30 化学（2020级） 10:40—11:40 地理（2020级）   | 14:30—15:30 历史（2020级） 16:40—17:40 生物学（2020级） |

- 2022年起

| 科目    | 上午                                 | 下午                                |
| ------- | ------------------------------------ | ----------------------------------- |
| 6月12日 | 8:30—10:00 语文 11:10—12:10 物理     | 15:00—16:30 外语                    |
| 6月13日 | 8:30—10:00 数学 11:10—12:10 思想政治 |                                     |
| 6月14日 | 8:30—9:30 化学 10:40—11:40 地理      | 14:30—15:30 历史 16:40—17:40 生物学 |

### 选择性考试
| 科目   | 上午                            | 下午                                    |
| ------ | ------------------------------- | --------------------------------------- |
| 6月8日 | 9:00—10:15 物理或历史           |                                         |
| 6月9日 | 8:30—9:45 化学 11:00—12:15 地理 | 14:30—15:45 思想政治 17:00—18:15 生物学 |

## 成绩与等级

### 合格性考试
合格性考试成绩以“合格、不合格”呈现。语文、数学、外语、物理、化学、生物学、历史、思想政治、地理9门科目每次考试的成绩合格标准，依据基本教学质量要求以及当次命题和考试等情况确定。通用技术、信息技术、美术、音乐、体育与健康5门科目成绩的合格认定，另行规定。

### 选择性考试
物理、历史2门首选科目成绩以原始分呈现，再选科目成绩根据湖南省教育厅《关于做好普通高中学业水平选择性考试成绩计入高考录取总成绩工作的通知》有关规定，将卷面分进行等级赋分转换后，以等级成绩呈现。